# Historia de género
La historia de género es una disciplina de la historia y de los estudios de género. Analiza el pasado con la perspectiva de género y es una derivación de la historia de las mujeres. Considera que los acontecimientos históricos y la periodización afectan de manera diferente a las mujeres por el gran avance del machismo. En el artículo Did Women have a Renaissance? publicado en 1977, Joan Kelly cuestionó la idea de que el Renacimiento fue relevante para las mujeres. Los historiadores de género también están interesados en cómo se ha percibido la diversidad sexual y cómo se ha configurado en sitios y tiempo diferentes, normalmente con la suposición de que tales diferencias son socialmente constructos sociales.

## Impacto
A pesar de su vida relativamente corta, la historia de género, y su precursora ―la historia de las mujeres―, ha tenido un efecto bastante significativo en el estudio general de historia. Usualmente se suele confundir la historia de género con la historia de las mujeres pero esta última forma parte de la historia de género.
Algunos de los cambios para el estudio de la historia han sido bastante obvios, como el aumento de libros sobre mujeres famosas o sencillamente la admisión de un mayor número de mujeres en la profesión histórica, otras influencias son más sutiles, incluso siendo políticamente más revolucionarias.

### Dentro de la profesión
Según la historiadora Joan Scott, el conflicto se produjo de diferentes maneras entre los historiadores de la historia de la mujer y otros historiadores. En la Asociación Histórica Americana, cuando las feministas argumentaron que las mujeres historiadoras estaban poco representadas y de manera desigual dentro del campo, planteaban esencialmente cargos de negligencia histórica por parte de los historiadores tradicionales. Aunque no se negó su profesionalidad, fueron acusados de ser parciales.

### Historia complementaria
Según Scott, la construcción de la historia de las mujeres como "complemento" al resto de la historia tuvo un efecto similar. A primera vista, un complemento sencillamente añade información que ha estado ausente de la historia general pero, tal y como señala Scott, se cuestiona por qué la información quedó fuera en primer lugar. Cada vez que se encuentra una mujer que falta en la historia escrita, primero se describe su función; segundo, examina qué mecanismos permitieron que su función fuese omitida; y tercero, qué otra información de estos mecanismos falta.

### Teoría de género
Finalmente, la llegada de la teoría de género, una vez más cuestionada, sostiene generalmente las ideas de la disciplina, incluyendo a los investigadores que estudian la historia de las mujeres. La crítica posmoderna de esencializar grupos socialmente construidos, ya sean grupos de género o de otro tipo, ha mostrado sus  debilidades en diversos tipos de historia. En el pasado, los historiadores han intentado describir la experiencia compartida de un gran número de personas, como si estas personas y sus experiencias fuesen homogéneas y uniformes. Las mujeres tienen identidades múltiples, influidas por cualquier número de los factores que incluyen raza y clase, y cualquier análisis de la historia qué confunda sus experiencias no aportará una idea precisa.

## La historia de los hombres
La historia de los hombres ha surgido como especialidad en la década de 1990, evidenciada por numerosos estudios de hombres en grupos, y cómo los conceptos de masculinidad han dado forma a sus valores y sus comportamientos. Gail Bederman identificó dos enfoques: uno que emerge de la historia de las mujeres y otro que la ignora:

Two types of ‘men’s history’ are being written these days. One builds on twenty years of women’s history scholarship, analyzing masculinity as part of larger gender and cultural processes. The other . . . looks to the past to see how men in early generations understood (and misunderstood) themselves as men. Books of the second type mostly ignore women’s history findings and methodology.
En estos días están siendo escritas dos tipos de "historia de los hombres". Una edificada en veinte años de erudición sobre la historia de las mujeres, que analiza la masculinidad como parte del género y los procesos culturales. El otro analiza el pasado para observar como los hombres se entienden (y se mal entienden) a sí mismos como hombres. Los libros de este segundo tipo mayormente ignoran los hallazgos de la historia de las mujeres y su metodología.
Gail Bederman.

## El género en la religión
En todo el mundo, la religión se forma en torno a una figura divina y sobrenatural. Si bien la idea de la figura divina y sobrenatural varía de una religión a otra, cada una se enmarca en torno a diferentes conceptos de lo que significa ser hombre y mujer. En muchas religiones, el cristianismo en particular, las mujeres o los símbolos de deidades femeninas son adorados por su fertilidad. Además, la religión de una cultura suele corresponder directamente o está influenciada por la estructura de género de la cultura, como las estructuras familiares y/o el estado. Por lo tanto, la estructura religiosa y la estructura de género trabajan juntas para formar y definir una cultura, creando las estructuras definitorias de igualdad y uniformidad.

## Interseccionalidad
En los últimos años, algunos historiadores han subrayado la importancia de cruzar el género con otras categorías de análisis. En efecto, hombres y mujeres no forman grupos homogéneos y no pueden ser estudiados sólo en función de su género. La noción de interseccionalidad se refiere al hecho de comparar las distintas relaciones sociales que pesan sobre una persona o un grupo de personas. Las mujeres y los hombres deben entenderse como individuos que se encuentran en la confluencia de múltiples fuerzas sociales. El género, la clase social y la raza son los datos que con más frecuencia se cruzan, pero a esto se le pueden sumar la orientación sexual, las prácticas religiosas, etc.

## El problema de las fuentes para el estudio de la Historia de género
Durante muchos períodos de la historia, el monopolio de la escritura ha sido casi exclusivamente masculino. Esta desigualdad, incluso la ausencia de fuentes escritas de mujeres, tiene un impacto en nuestra percepción de la historia. Sin embargo, esto no limita la historia del género que se nutre de todo tipo de fuentes: escritas, iconográficas y materiales. A menudo se han estudiado, pero los historiadores contemporáneos los vuelven a examinar desde la perspectiva de una lectura de género de los acontecimientos.  Encontramos allí, por ejemplo, fuentes notariales de la época moderna, cartularios de la Edad Media o pinturas sobre vasijas griegas de la Antigüedad, lo que demuestra la abundancia de fuentes en las que se basa el relato de la Historia de género. Por lo tanto, se requiere una metodología que enfatice los vínculos que existen entre la historia del género y otras corrientes históricas (como la historia social o la historia de las mujeres).